# Litarachna bruneiensis
Litarachna bruneiensis is een mijtensoort uit de familie van de Pontarachnidae. De wetenschappelijke naam van de soort is voor het eerst geldig gepubliceerd in 2011 door Pesic, Chatterjee, Marshall & Pavicevic.